# Augustin Smith Clayton
Augustin Smith Clayton (* 27. November 1783 in Fredericksburg, Virginia; † 21. Juni 1839 in Athens, Georgia) war ein US-amerikanischer Politiker. Zwischen 1832 und 1835 vertrat er den Bundesstaat Georgia im US-Repräsentantenhaus.

## Werdegang
Im Jahr 1784 kam Augustin Clayton mit seinen Eltern in das Richmond County in Georgia. Dort besuchte er die öffentlichen Schulen und die Richmond Academy. Bis 1804 studierte er am Franklin College in Athens. Nach einem anschließenden Jurastudium und seiner im Jahr 1806 erfolgten Zulassung als Rechtsanwalt begann er in Carnesville in seinem neuen Beruf zu arbeiten. Im Jahr 1810 wurde er von der Legislative des Staates Georgia mit der Überarbeitung der Gesetzgebung betraut. Zwischen 1810 und 1812 saß Clayton als Abgeordneter im Repräsentantenhaus von Georgia; von 1813 bis 1815 war er dort bei der Verwaltung angestellt. Zwischen 1819 und 1825 sowie nochmals von 1828 bis 1831 amtierte er als Richter am Superior Court. In den Jahren 1826 und 1827 gehörte Clayton dem Senat von Georgia an.
In den 1820er Jahren schloss sich Clayton der Bewegung um den späteren US-Präsidenten Andrew Jackson an. Konsequenterweise wurde er Mitglied der von diesem im Jahr 1828 gegründeten Demokratischen Partei. Nach dem Rücktritt des Kongressabgeordneten Wilson Lumpkin wurde er bei der fälligen Nachwahl für den siebten Sitz von Georgia als dessen Nachfolger in das US-Repräsentantenhaus in Washington, D.C. gewählt, wo er am 21. Januar 1832 sein neues Mandat antrat. Nach einer Wiederwahl im Jahr 1832 konnte er bis zum 3. März 1835 im Kongress verbleiben. Dort wurde die Arbeit der Abgeordneten von den Diskussionen über die Politik des seit 1829 amtierenden Präsidenten Jackson geprägt. Dabei ging es vor allem um die umstrittene Durchführung des Indian Removal Act, die Nullifikationskrise mit dem Staat South Carolina und die Bankenpolitik des Präsidenten.
Nach seinem Ausscheiden aus dem US-Repräsentantenhaus arbeitete Augustin Clayton wieder als Anwalt in Athens. Dort ist er am 21. Juni 1839 auch verstorben.